# Enrico di Ravensberg
Ottone di Calvelage in tedesco: Heinrich (Ravensberg) (prima metà secolo XII – 1180 circa) è stato un nobile tedesco, fu conte di Ravensberg, dal 1150 circa alla sua morte.

## Origine
Enrico, secondo il Zeitschrift für vaterländische Geschichte und Altertumskunde, Volume 1, era il figlio maschio secondogenito del conte di Ravensberg, Ermanno I e della moglie Giuditta di Zütphen, figlia del conte Ottone II. di Zutphen.

Ermanno I di Ravensberg, secondo Annalista Saxo, era l'unico figlio del conte di Calvelage, Ermanno I e della moglie, Etelinda di Northeim, che, sempre secondo Annalista Saxo, era la figlia maggiore di Ottone di Northeim, duca di Baviera (r. 1060-1070) e di sua moglie Richenza, figlia di Ottone II, duca di Svevia (ricerche recenti hanno però contestato questa filiazione, e sembra che Ottone II di Lotaringia in realtà non ebbe nessun figlio).

## Biografia
Non si conosce la data esatta della morte del padre Ermanno I (intorno al 1144); suo fratello, Ottone I, gli succedette come ci viene confermato dagli Annales Stadenses
Nel 1152 fu testimone, assieme al fratello, Ottone I, di una donazione del duca di Sassonia, Enrico il Leone; in quel periodo, Enrico venne associato al governo della contea, come ci viene confermato dagli Annales Stadenses.
Insieme a suo fratello, Ottone I, fu testimone nel 1158 della questione dell'atto imperiale garante della libertà dell'arcivescovado di Amburgo-Brema.
Nel 1162, Enrico, assieme a suo fratello, Ottone I, fu, secondo il Mainz Urkunden 12th Century (non consultato), testimone di una donazione del duca di Sassonia, Enrico il Leone, ora anche duca di Baviera
Secondo il documento n° CCCXXXV del Regesta Historiae Westfaliae, nel 1166, Enrico fece una donazione assieme al fratello, Ottone I, alla moglie Oda, al figlio, Ermanno (Otto comes de Ravensberg et Uda comitissa cum filio suo Hermanno et comes Henricus frater Ottonis), col consenso della sorella Edvige, contessa di Dale e del di lei figlio, Enrico (sorore ipsorum Hadwige comitissa de Dale cum filio suo Henrico).
Suo fratello, Ottone I, fu menzionato per l'ultima volta come testimone nella lettera di fondazione dell'arcivescovo Philipp von Heinsberg per il monastero di Bredelar nel 1170, ed in quello stesso anno morì; Enrico continuò a governare assieme al figlio di Ottone I, Ermanno.
Secondo il documento n° CCCLXI del Regesta Historiae Westfaliae, nel 1173, Enrico fu testimone assieme al nipote, Ermanno (Heinricus comes de Ravensberg, Hermannus comes de Ravensberg) di una donazione dell'imperatore Federico Barbarossa.
Nel 1176, Enrico fu testimone di un certificato del vescovo Arnold di Osnabrück a favore del monastero di Clarholz.
Di Enrico non si conosce l'anno esatto della sua morte (verso il 1180); già nel 1179 la Arnoldi Chronica Slavorum II non cita più Enrico ma solo Ermanno II, come conte di Ravensberg (Hermannum comitem de Ravenesberg).

## Matrimonio e figli
Di Enrico non si conoscono né eventuali mogli, né discendenti:

### Fonti primarie
- (LA)  Regesta Historiae Westfaliae.
- (LA)  Monumenta Germaniae Historica, Scriptores, Tomus VI .
- (LA)  Monumenta Germaniae Historica, Scriptores, Tomus XVI .
- (LA)  Monumenta Germaniae Historica, Scriptores, Tomus XXI .

### Letteratura storiografica
- (DE)  #ES Zeitschrift für vaterländische Geschichte und Altertumskunde, Volume 1